# Hurry-up Peak
Der Hurry-up Peak (dt. etwa „Beeil-Dich-Berg“) ist ein 2.384 Meter hoher Gipfel an der Grenze zwischen den Countys Skagit und Chelan im US-Bundesstaat Washington. Er liegt auf dem Hauptgrat der North Cascades und bildet das Nordende der Ptarmigan Traverse. Der Hurry-up Peak liegt südöstlich des Cascade Pass auf der gemeinsamen Grenze des North Cascades National Park und der Glacier Peak Wilderness. Die nächsten höheren Gipfel sind der Spider Mountain (1,49 mi (2,4 km) südlich), der Magic Mountain (0,83 mi (1,34 km) nördlich) und der Trapper Mountain (0,7 mi (1,1 km) östlich). Ess Mountain und S Mountain sind Varianten für den Namen des Hurry-up Peak. Der S-Gletscher lagert an der Ostflanke des Bergs; sein Schmelzwasser fließt in den Trapper Lake. Die oberflächlichen Abflüsse von Niederschlägen an der Ostseite des Berges speisen Nebenflüsse des Stehekin River, während die Westseite über den Cascade River entwässert wird.

## Klima
Der Hurry-up Peak liegt in einer „Marine West Coast“ genannten Klimazone des westlichen Nordamerika. Die meisten Wetterfronten stammen vom Pazifik und bewegen sich nordostwärts auf die Kaskadenkette zu. Wenn die Fronten die North Cascades erreichen, werden sie durch die hohen Gipfel des Hurry-up Peaks gezwungen aufzusteigen, was zu teils heftigen Niederschlägen in Form von Regen oder Schnee führt (Stauwirkung der Gebirge). Daraus resultieren hohe Niederschlagsmengen auf der Westseite der Kaskaden, insbesondere im Winter in Form von Schnee. Während der Wintermonate ist der Himmel normalerweise bedeckt, aber aufgrund der Hochdrucksysteme über dem Pazifik im Sommer sehr oft wolkenlos oder nur sehr gering bewölkt.:16 Aufgrund des maritimen Einflusses neigt der Schnee dazu, feucht und damit schwer zu sein, so dass eine hohe Lawinengefahr besteht.:16

## Geologie
In den North Cascades sind einige der am stärksten zerklüfteten Berge und Ketten der ganzen Kaskadenkette zu finden, dazu spitze Gipfel und Grate, tiefe Trogtäler und Granit-Spitzen. Geologische Ereignisse vor langer Zeit schufen diese vielfältige Topographie und drastische Höhenunterschiede, die zu den klimatischen Unterschieden führten. Diese Unterschiede führten zu einer Vielfalt der Vegetationsverhältnisse, die als unterschiedliche Ökoregionen wahrgenommen werden.
Die Entstehungsgeschichte der Kaskaden geht bis auf das späte Eozän vor vielen Millionen Jahren zurück. Während die Nordamerikanische Platte sich über die Pazifische Platte schob, gab es fortgesetzt Episoden von Vulkanismus. Außerdem bildeten kleine Fragmente der ozeanischen und der kontinentalen Lithosphäre, sogenannte Terrane, vor etwa 50 Millionen Jahren die North Cascades.
Während des Pleistozäns, das vor etwa zwei Millionen Jahren begann, gruben sich die wiederholt vorstoßenden und zurückweichenden Gletscher in die Landschaft, hinterließen aber auch Ablagerungen von Gesteinsschutt. Die U-förmigen Querschnitte der Flusstäler sind das Ergebnis der gegenwärtig noch anhaltenden Vereisung. Hebungen und Verwerfungen in Kombination mit der Vergletscherung waren die dominanten Prozesse, welche die hohen Gipfel und die tiefen Täler der North Cascades schufen.